# Злата (Телеорман)
Злата (рум. Zlata) насеље је у Румунији у округу Телеорман у општини Драча. Oпштина се налази на надморској висини од 44 m.

## Становништво
Према подацима из 2002. године у насељу је живело 137 становника, од којих су сви румунске националности.